# Leandrinho (football, 1998)
 (février 2021).
Pour les articles homonymes, voir Leandrinho.
Leandro Henrique do Nascimento est un footballeur brésilien né le 11 octobre 1998 à Ribeirão Claro dans l'État de Paraná. Il évolue au poste d'attaquant.

## Carrière

### En club
Lors de la Copa Sudamericana 2015, il inscrit un but contre l'équipe de Chapecoense.

### En équipe nationale
Avec la sélection brésilienne, il remporte le championnat des moins de 17 ans de la CONMEBOL 2015 organisé au Paraguay. Lors de cette compétition, il termine meilleur buteur de la compétition, en inscrivant huit buts. Il inscrit notamment trois buts contre l'équipe du Pérou, puis deux buts contre l'équipe du Paraguay.
Leandro participe dans la foulée à la Coupe du monde des moins de 17 ans 2015 qui se déroule au Chili. Lors de la compétition, il joue cinq matchs et inscrit deux buts : contre l'Angleterre et la Guinée.

## Statistiques
| Saison                | Club                    | Championnat           | Championnat | Championnat | Coupe(s) nationale(s) | Coupe(s) nationale(s) | Compétition(s) continentale(s) | Compétition(s) continentale(s) | Compétition(s) continentale(s) | Ligue régionale | Ligue régionale | Total | Total |
| Saison                | Club                    | Division              | M.          | B.          | M.                    | B.                    | Comp.                          | M.                             | B.                             | M.              | B.              | M.    | B.    |
| 2015                  | AA Ponte Preta          | Brasileirão           | 8           | 0           | 4                     | 1                     | CS                             | 1                              | 1                              | -               | -               | 13    | 2     |
| Sous-total            | Sous-total              | Sous-total            | 8           | 0           | 4                     | 1                     | -                              | 1                              | 1                              | -               | -               | 13    | 2     |
| 2016-2017             | SSC Napoli              | Serie A               | -           | -           | -                     | -                     | -                              | -                              | -                              | -               | -               | 0     | 0     |
| Sous-total            | Sous-total              | Sous-total            | -           | -           | -                     | -                     | -                              | -                              | -                              | -               | -               | 0     | 0     |
| 2018                  | Atlético Mineiro (prêt) | Brasileirão           | 3           | 0           | -                     | -                     | -                              | -                              | -                              | -               | -               | 3     | 0     |
| 2019                  | Atlético Mineiro (prêt) | Brasileirão           | -           | -           | -                     | -                     | -                              | -                              | -                              | 6               | 0               | 6     | 0     |
| Sous-total            | Sous-total              | Sous-total            | 3           | 0           | -                     | -                     | -                              | -                              | -                              | 6               | 0               | 9     | 0     |
| 2020                  | RB Bragantino (prêt)    | Brasileirão           | 12          | 0           | -                     | -                     | -                              | -                              | -                              | -               | -               | 12    | 0     |
| 2021                  | RB Bragantino (prêt)    | Brasileirão           | -           | -           | -                     | -                     | -                              | -                              | -                              | 3               | 0               | 3     | 0     |
| Sous-total            | Sous-total              | Sous-total            | 12          | 0           | -                     | -                     | -                              | -                              | -                              | 3               | 0               | 15    | 0     |
| Total sur la carrière | Total sur la carrière   | Total sur la carrière | 23          | 0           | 4                     | 1                     | -                              | 1                              | 1                              | 9               | 0               | 37    | 2     |

## Palmarès
- Vainqueur du championnat des moins de 17 ans de la CONMEBOL en 2015
- Meilleur buteur du championnat des moins de 17 ans de la CONMEBOL 2015 avec 8 buts